# Chae Won-been
Chae Won-been (채원빈?, Chae Won-binLR; 5 aprile 2001) è un'attrice sudcoreana.
Ha esordito nel dicembre 2019 come protagonista della webserie Bimir-ui bimil, approdando in televisione l'anno successivo con un ruolo di supporto in Hwa-yang-yeonhwa. Nel 2023 ha ottenuto un KBS Drama Award come miglior attrice per la sua performance nel film TV Gobaek gonggyeok. Nel 2024 ha interpretato la protagonista femminile nel thriller psicologico Itorok chinmalhan baesinja.

## Filmografia

### Cinema
- Run Boy Run (런 보이 런?), regia di Oh Won-jae (2020)
- Yeogogoedam yeoseotbeonjjae i-yagi: Mogyo (여고괴담 여섯번째 이야기: 모교?), regia di Lee Mi-young (2021)
- Manyeo Part2. The Other One (마녀(魔女) Part2. The Other One?), regia di Park Hoon-jung (2022)
- Yadang (야당?), regia di Hwang Byung-guk (2025)

### Televisione
- Bimir-ui bimil (비밀의 비밀?) – webserie (2019)
- Hwa-yang-yeonhwa (화양연화 - 삶이 꽃이 되는 순간?) – serie TV (2020)
- Twenty Twenty (트웬티 트웬티?) – serie TV (2020)
- In-eo wangja: The Beginning (인어왕자: 더 비기닝?) – webserie (2020)
- Nar-ara gaecheon-yong (날아라 개천용?) – serie TV, episodi 2-3, 14 (2020)
- Voice (보이스?) – serie TV, 4 episodi (2021)
- Eoseo-wa Joy (어사와 조이?) – serie TV (2021)
- Snowdrop (설강화 : snowdrop?) – serie TV (2021-2022)
- Sunjeong boxer (순정복서?) – serie TV (2023)
- Gobaek gonggyeok (고백공격?) – film TV (2023)
- Sweet Home (스위트홈?) – serie TV (2023-2024)
- Itorok chinmilhan baesinja (이토록 친밀한 배신자?) – serie TV (2024)
- Susanghan geunyeo (수상한 그녀?) – serie TV (2024-2025)